# المخشف

تعديل مصدري - تعديل

المخشف هي إحدى قرى عزلة أحور بمديرية أحور التابعة لمحافظة أبين، بلغ تعداد سكانها 141 نسمة حسب تعداد اليمن لعام 2004.